# Enrica Merlo
Enrica Merlo (ur. 28 grudnia 1988 w Este) – włoska siatkarka grająca na pozycji libero. Od sezonu 2015/2016 występuje Savino Del Bene Scandicci.

## Sukcesy klubowe
Puchar Włoch:
- 2008

Mistrzostwo Włoch:
- 2011
- 2024[1]
- 2008, 2009, 2010

Liga Mistrzyń:
- 2009, 2010

Klubowe Mistrzostwa Świata:
- 2010

Superpuchar Włoch:
- 2011

Puchar Challenge:
- 2022[2]

Puchar CEV:
- 2023[3]

## Sukcesy reprezentacyjne
Turniej Valle D'Aosta:
- 2008

Volley Masters Montreux:
- 2009

Letnia Uniwersjada:
- 2009

Mistrzostwo Europy:
- 2009

Piemonte Woman Cup:
- 2010

Grand Prix:
- 2010

## Nagrody indywidualne
- 2006: Najlepsza libero Girl League
- 2008: Najlepsza libero turnieju Abu Dhabi International
- 2008: Najlepsza libero turnieju Valle D'Aosta
- 2009: Najlepsza libero turnieju finałowego Ligi Mistrzyń
- 2010: Najlepsza libero turnieju finałowego Ligi Mistrzyń[4]